# Мизерный, Нестер Данилович
Нестер Данилович Мизерный (27 октября 1902 - 18 июля 1969) — участник Великой Отечественной войны, командир 111-го гвардейского гаубичного артиллерийского полка Резерва Главного Командования 40-й армии Воронежского фронта, гвардии подполковник, Герой Советского Союза (1943).

## Биография
Родился 27 октября 1902 года в селе Хотиевка ныне Семёновского района Черниговской области Украины в семье крестьянина. Украинец.
Член ВКП(б)/КПСС с 1927 года. В Красной Армии с 1924 года. В 1941 году окончил 1-й курс Военной академии имени М. В. Фрунзе.
Участник Великой Отечественной войны с июня 1941 года. В составе 40-й армии полк прошел с боями по территории Сумщины, освобождая многие города и села Тростянецкого и Ахтырского районов. В 1944 году в тяжёлых боях под Уманью Нестор Данилович получил серьёзное ранение: потерял
правую руку, но из строя не выбыл: после излечения в госпитале его направили для организации военной кафедры в Новочеркасском индустриальном институте, возглавлял военную кафедру в очень тяжёлое
послевоенное время, но приложил все силы для успешного восстановления вуза и организации успешной работы кафедры. Он не ограничивал свою деятельность только учебной работой, а активно включился в общественную жизнь города: избирался депутатом горсовета, возглавлял горком ДОСААФ, входил в состав горкома КПСС.  С 1949 года полковник Мизерный — в запасе.
После увольнения из армии жил в городе Новочеркасске Ростовской области.

## Награды
- Указом Президиума Верховного Совета СССР от 9 октября 1943 года за образцовое выполнение боевых заданий командования в боях с немецко-фашистскими захватчиками, умелое руководство полком и проявленные при этом мужество и отвагу гвардии подполковнику Мизерному Нестеру Даниловичу присвоено звание Героя Советского Союза с вручением медали «Золотая Звезда» (№ 3363).
- Награждён двумя орденами Ленина, двумя орденами Красного Знамени, медалями.

## Память
- В ЮРГТУ (НПИ) на факультете военного обучения имеется мемориальная доска: «Здесь с июля 1944 по сентябрь 1949 г. работал начальником военной кафедры Герой Советского Союза Нестер Данилович Мизерный (1902—1969)»[4].